# Anno 79 - La distruzione di Ercolano
Anno 79 - La distruzione di Ercolano è un film del 1962 diretto da Gianfranco Parolini.

## Trama
Nella città di Ercolano il tribuno Marco Tiberio conosce alla corte imperiale la schiava Livia e rimane a vivere con lei a palazzo. Ma la vita reale non fa per lui e ben presto riprende le armi; gli viene però chiesto di combattere i cristiani, il popolo a cui appartiene la sua fidanzata.
L'improvvisa eruzione del Vesuvio mette fine alla prevista battaglia.